# Tetralycosa
Tetralycosa Roewer, 1960 è un genere di ragni appartenente alla famiglia Lycosidae.

## Distribuzione
Le 13 specie sono state rinvenute in varie località dell'Australia: la specie dall'areale più vasto è la T. eyrei, rinvenuta in varie località dell'Australia meridionale, dello stato di Victoria e del Nuovo Galles del Sud.

## Tassonomia
Per l'istituzione di questo genere sono stati esaminati gli esemplari tipo di Lycosa meracula Simon, 1909, che sono poi stati posti in sinonimia con T. oraria (L. Koch, 1876).
Questo genere è stato rimosso dalla sinonimia con Lycosa Latreille, 1804, a seguito di uno studio degli aracnologi Framenau, Gotch & Austin del 2006; contra un precedente lavoro di McKay (1979d).
A seguito di analisi filogenetiche su 31 caratteri diagnostici dei ragni di questo genere, si è potuto suddividere le 13 specie in tre gruppi distinti: 
1. oraria-group che comprende T. oraria, T. arabanae, T. caudex, T. orariola e T. wundurra.
2. alteripa-group che comprende T. alteripa, T. baudinettei, T. floundersi e T. rebecca.
3. eyrei-group che comprende T. eyrei, T. adarca, T. halophila e T. williamsi[2].

Non sono stati esaminati esemplari di questo genere dal 2017.
Attualmente, a dicembre 2021, si compone di 13 specie:
- Tetralycosa adarca Framenau & Hudson, 2017 — Australia meridionale
- Tetralycosa alteripa (McKay, 1976) — Australia occidentale e meridionale
- Tetralycosa arabanae Framenau, Gotch & Austin, 2006 — Australia meridionale
- Tetralycosa baudinettei Framenau & Hudson, 2017 — Australia occidentale
- Tetralycosa caudex Framenau & Hudson, 2017 — Australia occidentale
- Tetralycosa eyrei (Hickman, 1944) — Australia (Australia meridionale, Victoria, Nuovo Galles del Sud)
- Tetralycosa floundersi Framenau & Hudson, 2017 — Australia occidentale
- Tetralycosa halophila Framenau & Hudson, 2017 — Australia meridionale
- Tetralycosa oraria (L. Koch, 1876)[3] — Australia meridionale, Tasmania
- Tetralycosa orariola Framenau & Hudson, 2017 — Australia occidentale
- Tetralycosa rebecca Framenau & Hudson, 2017 — Australia occidentale
- Tetralycosa williamsi Framenau & Hudson, 2017 — Australia meridionale
- Tetralycosa wundurra McKay, 1979 — Australia occidentale

### Sinonimi
- Tetralycosa candicans L. Koch, 1877, trasferita dal genere Trochosa e posta in sinonimia con T. oraria (L. Koch, 1876) a seguito di uno studio degli aracnologi Framenau, Gotch & Austin del 2006[1].
- Tetralycosa meracula Simon, 1909, posta in sinonimia con T. oraria (L. Koch, 1876) a seguito di uno studio degli aracnologi Framenau, Gotch & Austin del 2006[1].
- Tetralycosa sibyllina Simon, 1909, trasferita dal genere Hogna e posta in sinonimia con T. oraria (L. Koch, 1876) a seguito di uno studio di McKay (1979e)[1].